# Kaple (Dobkovičky)
Obecní kaple v Dobkovičkách je drobná sakrální stavba. Kaple duchovní správou spadá pod Římskokatolickou farnost Velemín.

## Historie
Kaple byla postavena v roce 1848. Ve 20. století byla upravena jako památník obětí I. světové války.

## Architektura
Jedná se o čtvercovou stavbu, která je polygonálně zakončená. Uvnitř je sklenutá plackou. Závěr kaple je sklenut valeně.

## Okolí kaple
V obci se nachází čtyři kříže. Jeden stojící na kamenném podstavci pochází z roku 1848. Druhý kříž je z 19. století.